# Świątynia Guangji
Świątynia Guangji (chin. upr. 广济寺, chin. trad. 廣濟寺, pinyin Guǎngjì sì; dosł. Świątynia Wielkiego Miłosierdzia) – świątynia buddyjska poświęcona bogini Guanyin, znajdująca się przy ulicy Fuchengmen w dzielnicy Xicheng w Pekinie. Stanowi obecnie siedzibę Chińskiego Stowarzyszenia Buddyjskiego (oficjalny buddyjski związek wyznaniowy w ChRL). 
Wzniesiona została w czasach dynastii Jin (1115-1234). W późniejszym okresie zniszczona w wyniku działań wojennych, została odbudowana w obecnym kształcie za panowania cesarza Tianshuna (1457-1464). W czasach dynastii Qing stała się ważnym miejscem kultu państwowego, na co wpłynął fakt, iż przejeżdżając przez miasto, cesarze zawsze mijali tę świątynię. Świątynia została poważnie zniszczona przez pożar w 1934 roku i odbudowana rok później. Od 1953 roku stanowi siedzibę Chińskiego Towarzystwa Buddyjskiego.
Świątynia składa się z czterech pawilonów usytuowanych wzdłuż osi północ-południe. Brama wejściowa posiada trzy przejścia, ozdobione kolorowymi płytkami. Za bramą znajdują się wieże dzwonu i bębna, a także Pawilon Niebiańskiego Króla z umieszczoną wewnątrz statuą Buddy Maitrei. Następnym pawilonem jest Pawilon Mahawiry. Znajduje się w nim pochodzący z 1793 roku dwumetrowy trójnóg, a także fresk o wymiarach 5×10 m autorstwa Fu Wena, przedstawiający Buddę głoszącego swoje nauki. 
Następnymi w ciągu są Pawilon Bodhisattwy oraz Pawilon Sutry. W Pawilonie Sutry znajdują się liczne rzeźby, a także ząb Buddy, przeniesiony tu w 1955 roku ze Świątyni Boskiego Światła w Badachu. Przechowywane jest w nim także ponad 100 tysięcy zwojów z sutrami.